# Luis Rodríguez, Mexiko
Luis Rodríguez är en ort i Mexiko.   Den ligger i kommunen Ensenada och delstaten Baja California, i den nordvästra delen av landet, 2 100 km nordväst om huvudstaden Mexico City. Luis Rodríguez ligger 11 meter över havet och antalet invånare är 2 281.
Terrängen runt Luis Rodríguez är platt. Havet är nära Luis Rodríguez åt sydväst.  Närmaste större samhälle är San Quintín, 17,9 km norr om Luis Rodríguez.